# Eva Reign
Eva Reign (20 de junio de 1996) es una actriz, periodista y escritora estadounidense. Es conocida fundamentalmente por su papel protagonista en la comedia romántica estadounidense de Amazon Prime Video de 2022 Todo es posible. Reign ha escrito para Vogue, New York, Them, Highsnobiety y PAPER. Ganô un premio Peabody y un premio GLAAD Media por su trabajo como corresponsal en la serie documental Transnational de Vice News.

## Biografía
Reign es de St. Louis, Misuri.  Mientras crecía, actuó en obras escolares y producciones de teatro comunitario.
Reign se trasladô a la ciudad de Nueva York en 2018 y estuvo como becaria de verano para la publicación Them de Condé Nast. Posteriormente fue ascendida a editora adjunta. Mientras estuvo en Them, entrevistó a muchas figuras públicas LGBTQ tales como Hector Xtravaganza, Gigi Gorgeous, Nikita Dragun y Jari Jones.
En 2019 protagonizó el cortometraje Salacia de Tourmaline, sobre la mujer transgénero Mary Jones. La película ahora forma parte de la colección permanente del Museo de Arte Moderno. En 2021, Tourmaline asesoró a Reign a través del programa Queer|Art|Mentorship.
Reign hizo su debut cinematográfico como Kelsa en la comedia romántica estadounidense sobre la mayoría de edad de 2022 con guion de Ximena García Lecuona y dirigida por Billy Porter Todo es posible, que se estrenó en Amazon Prime Video en julio de 2022. Ella acompañó a Porter a la 75.ª edición de los premios Tony en junio de 2022.
Reign presentó el episodio de estreno de la serie, Love Us in the Light, que se centraba en la vida de Kelly Stough, una mujer trans de Detroit, que es miembro del grupo de cultura ball House of Ebony.
Ha escrito para Vogue, Nueva York, Them, Highsnobiety y PAPER.

## Premios y reconocimientos
Ganó un premio Peabody y un premio GLAAD Media por su trabajo como corresponsal en la serie documental Transnational de Vice News, que exploraba las experiencias de personas transgénero y comunidades trans en todo el mundo.
En 2022, fue incluida en la lista Forbes 30 Under 30 de la revista Forbes, y en el Out100 de la revista Out.

## Filmografía
- Salacia, 2019
- Sonrisa de reojo (Serie de TV) como Jessie, 2020
- Todo es posible como Kelsa, 2022